# آرزو عیسی
آرزو عیسی (به تاجیکی: Орзу Исо) (زاده ۱۴ اکتبر ۱۹۷۶ ، کولاب، تاجیکستان شوروی، اتحاد شوروی) روزنامه‌نگار، شاعر و ترانه‌نویس مشهور تاجیک است.

## زندگینامه
آرزو عیسی در ۱۴ اکتبر ۱۹۷۶ در شهر کولاب به دنیا آمد و در قرغان‌تپه بزرگ شد.  در چهارسالگی پدر و مادرش از هم جدا شدند و هر یکی خانواده‌ای نو برپا کردند. او فارغ‌التحصیل دانشکدهٔ روزنامه‌نگاری دانشگاه دولتی فرهنگ و صنعت تاجیکستان در سال ۲۰۱۳ می‌باشد.

## فعالیت
عیسی در زمان دانشجویی در حالی که در سال ۲۰۰۰ برای اولین بار به عنوان یک هنرمند به تلویزیون ختلان رفت، پس از یک سال به عنوان سردبیر استخدام شد. بعدها او در تلویزیون دولتی تاجیکستان، سفینه، و همزمان در تاجیک فیلم و رادیو امروز کار کرد.
وی متاهل است و دو پسر و یک دختر دارد.

## ترانه‌ها
ترانه‌های آرزو عیسی را خوانندگان معروف تاجیک مانند نگو نگو از نازیه کرامت‌الله، تو بگو عاشقمی از نگینه امانقلوا، جای تو خالی از صدرالدین نجم‌الدین، آشنای گمشده از یولدوز عثمانوا، کفایه نیست از مهرنگار رستم، تنهایی از شبنم ثریا، همسایه‌بچه توسط نگاره خالاوه با آهنگ خوانده‌اند.

### نمونه هایی از شعر
آن سوی یادها
آن سوی یادها،
آن جا، که برگ را خبر از تیرمه نبود،
گل خاک ره نبود،
شبهاش بی شهامت رخسار مه نبود،
یک فرد لابلای چهارسالگی من،
با عصمت رباب نحیفی
 آهنگ می‌نواخت.
آهنگ هجر بود،
 هجر فرشته‌ها.
هجر سرور سبز،
هجر چکاوک از تن دیوار کودکی،
هجر بهار از دل ناچار کودکی.
سخت است، ای مجید،
با چشم خویش دیدن آوار خویش را.
با دست بسته بردن کولوار خویش را.
سخت است، اگر لابلای چهارسالگی اگر،
آن فرد خوشنواز
عاطفه را به میخ بیاویزد و رود.
تا بعد س بهار، که اصلاً خزان بود،
در جستجوی قافله‌ها در به در شود.
آه، ای خدا، چگونه توانم، که بعد از این
در لابلای عصمت یک فرد ناشناس
آن واژه‌ای، که هیچ به سیر نگفتمش،
در جمع پنج حرف
از دل به در شود،
  یعنی پدر شود!؟

## آثار
- آرزو عیسی. در پرده‌های اطلسی نور آفتاب (شعرها) ، دوشنبه: ایجاد، ۲۰۰۹، ۵۲ س. -شابک ۹۹۸-۹۹۹۴۷-۳۹-۸۳-۷
- آرزو عیسی. ترانهٔ تنهایی (مجموعه اشعار)،  دوشنبه: ادیب، ۲۰۱۲،  ۶۴ س. شابک ۹۹۸-۹۹۹۴۷-۲-۲۵۳-۲[۶]
- آرزو عیسی. آن سوی یادها،  دوشنبه: «ایر-گراف»، ۲۰۱۵،  ۲۲۰ س. شابک ۹۹۸-۹۹۹۷۵-۴۶-۳۸-۸[۷]